# Макарцев, Константин Викторович
Константин Викторович Макарцев (род. 29 марта 1958, Ленинград) — советский хоккеист, защитник. Мастер спорта СССР. Российский тренер.

## Биография
В хоккей начал играть в команде Невского машиностроительного завода имени Ленина, затем выступал за детские и юношеские команды СКА. В чемпионате СССР провёл за СКА четыре сезона (1976/77 — 1979/80). Победитель юниорского чемпионата СССР 1977 года, признан лучшим защитником финального турнира. Сезон 1980/81 провёл в «Соколе» Киев. Со следующего сезона стал играть за ленинградский «Ижорец», с которым вышел в первую лигу. Завершил карьеру в 1987 году.
Двукратный победитель молодёжного чемпионата мира (1977, 1978).
Окончил Государственный институт физической культуры имени Лесгафта.
Детский и юношеский тренер в петербургских командах «Спартак» (2010/11), «Форвард» (2010/11 2013/14), «Динамо» (2014/15), лицея № 369 (2017/18, с 2021/22).